# グララ語
グララ語は、ベルベル語の一種で、北部ベルベル諸語のゼナタ諸語のムザブ・ワルグラ諸語に属す言語である。
アルジェリアのアドラール県のグララで話されている。エスノローグでは、グララ語とトゥアト語はどちらもムザブ・ワルグラ諸語に属し、多少の方言差はあるとしても同一に近い言語としてまとめられているが、2006年におけるロジャー・ブレンチの分類では、グララ語はムザブ・ワルグラ諸語に属し、トゥアト語はリーフ諸語に属する言語というように別言語扱いをしている。

## 注意点
1. ↑  トゥアト語も含む。

## 参照
1. ↑  Gurara at Ethnologue (17th ed., 2013)